# Real Federación Española de Golf
La Real Federación Española de Golf, es el organismo encargado de regular el deporte del Golf en España. Fue fundada el 9 de octubre de 1932, en el municipio de Guecho, Vizcaya. Su sede se encuentra en Madrid, en el Centro Nacional de Golf.
Al final del año 2023, contaba con 298.959 federados ,del total de licencias 297.378 corresponden a  jugadores amateur y 1.581 a jugadores profesionales. Según el Anuario de Estadísticas Deportivas 2023, elaborado por el Ministerio de Cultura y Deporte, el golf es el cuarto deporte por número de federados en España, solo superado por el fútbol, el baloncesto y la caza.

## Historia
La Real Federación Española de Golf (RFEG), fue fundada como Federación de Clubs de Golf de España el 9 de octubre de 1932 en el domicilio de Luis de Olabarri en Las Arenas (Guecho), donde se celebró una reunión entre representantes de los principales clubes de golf de España de la época. Los representantes que participaron en dicha reunión fueron: Pedro Cabeza de Vaca (Club de Campo), Pedro Gandarias (Club de la Puerta de Hierro), Santiago Ugarte (Club de Lasarte), Marcelino Botín (Club de Pedreña), Luis de Olabarri (Club de Neguri) y Javier de Arana (Club de Sevilla).

## Presidentes
A lo largo de su historia, la Real Federación Española de Golf ha contado con diez presidentes, desde diciembre de 2008 el cargo lo ostenta Gonzaga Escauriaza Barreiro.
| Presidente                     | Periodo                         |
| ------------------------------ | ------------------------------- |
| Luis Arana Urigüen             | 1934-1936                       |
| Francisco Carvajal y Xifre     | abril 1939 - abril 1950         |
| Luis de Urquijo y Landecho     | abril 1950 - abril 1959         |
| Luis María de Ybarra y Oriol   | abril 1959 - enero 1965         |
| Luis de Urquijo y Landecho     | enero 1965 - junio 1968         |
| Juan Antonio Andreu Bufill     | junio 1968 - julio 1974         |
| Juan Manuel Sainz de Vicuña    | julio 1974 - abril 1981         |
| Juan Castresana Ávila          | abril 1981 - diciembre 1981     |
| Luis Figueras-Dotti Cabot      | diciembre 1981 - noviembre 1988 |
| Emma Villacieros Machimbarrena | noviembre 1988 – diciembre 2008 |
| Gonzaga Escauriaza Barreiro    | diciembre 2008 – act.           |

## Federaciones Territoriales
Existen diecinueve organismos que se encargan de la organización del golf a nivel autonómico.
- Delegación Territorial de Golf de Ceuta
- Federación Aragonesa de Golf
- Federación Balear de Golf
- Federación Canaria de Golf
- Federación Cántabra de Golf
- Federación Catalana de Golf
- Federación de Golf de Castilla-La Mancha
- Federación de Golf de Castilla y León
- Federación de Golf de la Comunidad Valenciana
- Federación de Golf de la Región de Murcia
- Federación de Golf del Principado de Asturias
- Federación de Golf de Madrid
- Federación Extremeña de Golf
- Federación Gallega de Golf
- Federación Melillense de Golf
- Federación Navarra de Golf
- Federación Riojana de Golf
- Federación Vasca de Golf
- Real Federación Andaluza de Golf